# Lucio Julio Estatilio Severo
Lucio Julio Estatilio Severo (en latín: Lucius Iulius Statilius Severus) fue un político y senador del Imperio Romano en el siglo II.
Proviene de la gens Statilia de Lucania.  Fue gobernador de la provincia de Moesia Inferior de 159 a 160.